# Liste des hôtels particuliers d'Avignon

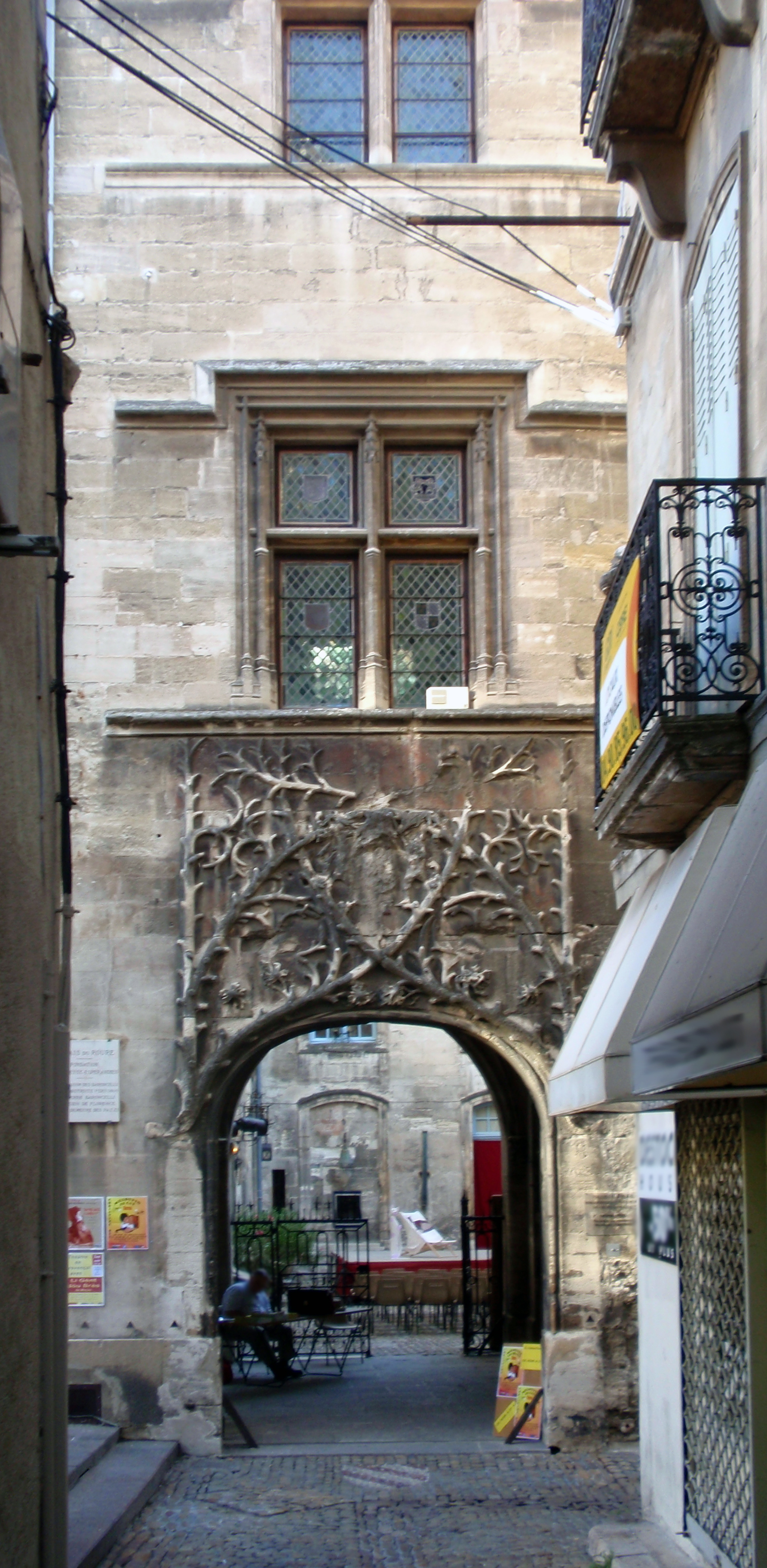
Entrée de l'Hôtel de Baroncelli-Javon, dit palais du Roure, dans le centre historique d'Avignon.

À l’intérieur des remparts, dans le centre historique, les cent-trente hôtels particuliers d'Avignon, ville du département français de Vaucluse en région Provence-Alpes-Côte d'Azur, ont été construits entre XVe siècle et le XVIIIe siècle.
Ils font l'admiration d'Anne-Marguerite Petit Dunoyer (1663-1779), qui, lors de son séjour à Avignon décrit son enthousiasme et son étonnement dans ses Lettres historiques et galantes de deux dames de condition dont l'une estoit à Paris & l'autre en province, ouvrage édité en 1733 : « La situation de cette ville est enchantée ; le Rhône baigne ses murailles ; ce ne sont que jardins et prairies en dehors et bâtiments magnifiques en dedans ; les maisons de MM. de Mont-Réal et de Crillon sont les plus belles qu'on y voie ». Parmi ces demeures aristocratiques, quelques-unes se distinguent par leur riche patrimoine architectural ou par des évènements historiques qui s'y sont déroulés.

## Hôtel de Brancas
Situé au no 13 de la rue de la Bouquerie, il est construit, en 1533, par Gilles de Roays, puis vendu, en 1557 à Alexandre de Grillet. Ce n'est qu'en 1771 qu'il est acquis par une dame de Crillon, comtesse de Brancas. C'est là que sont accueillis, au cours de l'hiver 1784-1785, le ministre Necker, alors en disgrâce, son épouse Suzanne et leur fille Germaine de Staël, alors âgée de 18 ans.
En 1796, le lieu est acheté par les Seguin, imprimeur, qui y éditent, en 1859, Mireio de Frédéric Mistral. L'imprimerie s'installe ensuite sur un terrain adjacent et l'Hôtel de Brancas est transformé, après 1916, en école communale de fille.

## Hôtel de Tonduti de Saint-Légier
Situé aux nos 17-19 de la rue de la Petite-Fusterie, il s'ouvre sur une vaste cour par un grand portail à carrosse. Dans cette cour, deux arcades permettent d'entrer dans un vestibule desservi par un majestueux escalier d'honneur. Il est la demeure de Pompée Catilina, colonel de l'Infanterie pontificale et fondateur de la Confrérie des Pénitents Noirs d'Avignon, mort en 1615 et inhumé dans la collégiale Saint-Agricol.
Au XVIIe siècle, cet hôtel passe à François de Tonduty, seigneur de Saint-Légier, qui est aussi jurisconsulte, Primicier de l'Université d'Avignon et astronome formé par le jésuite Athanase Kircher. Les appartements sont décorés par Pierre II Mignard, peintre et architecte, entre 1683 et 1685, époque où est reconstruite la seconde façade de l'hôtel aux nos  7, 9 et 11 de la rue Joseph Vernet. Les toiles de Mignard, vendues vers 1882, sont acquises pour la plupart en 1962 par le Musée Calvet : outre une « Suite d'Apollon » inspirée des tableaux de son père pour l'appartement bas du Roi aux Tuileries, on y voit quatre portraits historiés de la famille de Tonduty, représentant les quatre saisons.

## Hôtel de Villeneuve-Martignan

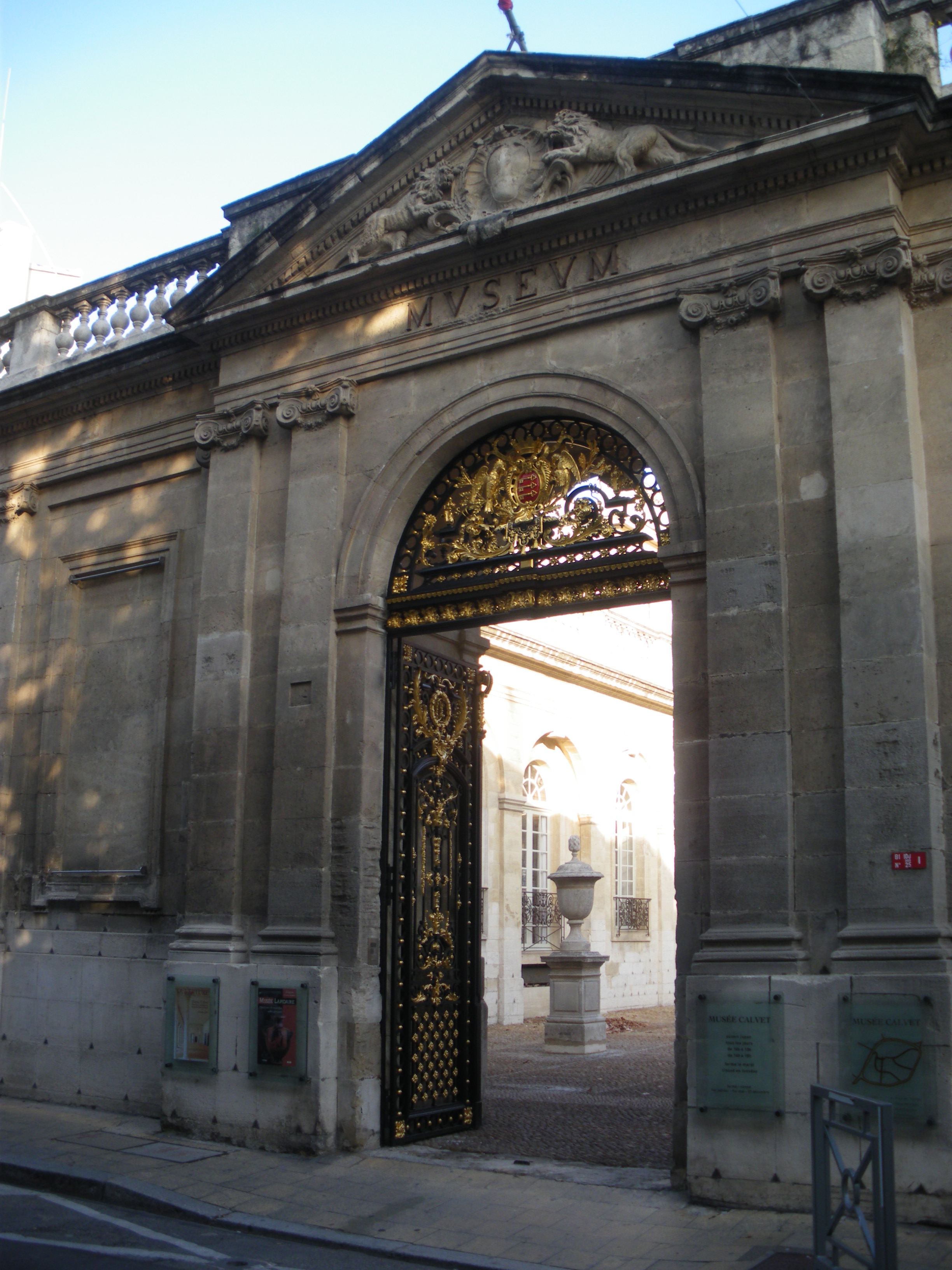
Entrée de l'Hôtel de Villeneuve-Martignan.

Sur cet emplacement, de la rue Joseph Vernet, se trouve la Livrée de Cambrai, nommée du nom de son dernier occupant le cardinal Pierre d'Ailly, évêque de Cambrai. Au XVIe siècle, elle devient la propriété de la famille des Gérards d'Aubre, puis par héritage de celle des Castellane. En 1719, elle est vendue à François-René de Villeneuve, marquis d'Arzeliers et seigneur de Martignan, dans la Principauté d'Orange.
Son fils, Jacques-Ignace de Villeneuve épouse, en 1733, Henriette-Victoire, fille de Gaspard-François, marquis de Sade, colonel de l'artillerie et de la cavalerie pontificale dans le Comtat Venaissin. En 1734, il décide d'adjoindre à sa résidence de nouveaux bâtiments qu'il fait édifier sous la direction de Thomas Lainée. De nouvelles constructions sont entreprises à partir de 1741 selon les plans de Jean-Baptiste Franque. Les travaux ne sont achevés qu'en 1749. Entre-temps, le marquis avait été quitté par son épouse et sa candidature au poste d'ambassadeur d'Avignon à Versailles n'est pas retenue. Ses finances ayant été écornées par ses goûts somptuaires, il décide alors de louer une partie de son Hôtel à Joseph de Raousset, comte de Boulbon. Le bail est signé le 7 août 1753.
Il part vivre à Florence, ce qui le fait considérer comme émigré lors de la Révolution. Son hôtel est mis sous séquestre puis il est attribué après sa mort à Henriette-Victorine de Sade, sa veuve contre un bail de 285 livres par an. Il est ensuite acheté, en 1802 par le négociant Deleutre, qui le loue ensuite à la municipalité d'Avignon pour y installer les collections d'Esprit Calvet. Il est ensuite acquis le 3 mars 1833 pour être transformé en musée.
La richesse et l'importance des collections du musée Calvet lui valent d'être admis parmi les « musées classés français ». Elles touchent à l'archéologie, aux beaux-arts, aux arts décoratifs, en particulier orfèvrerie, faïence, porcelaine, tapisserie, ferronnerie et à l'ethnologie en Asie, Océanie et Afrique.

## Hôtel de Brantes

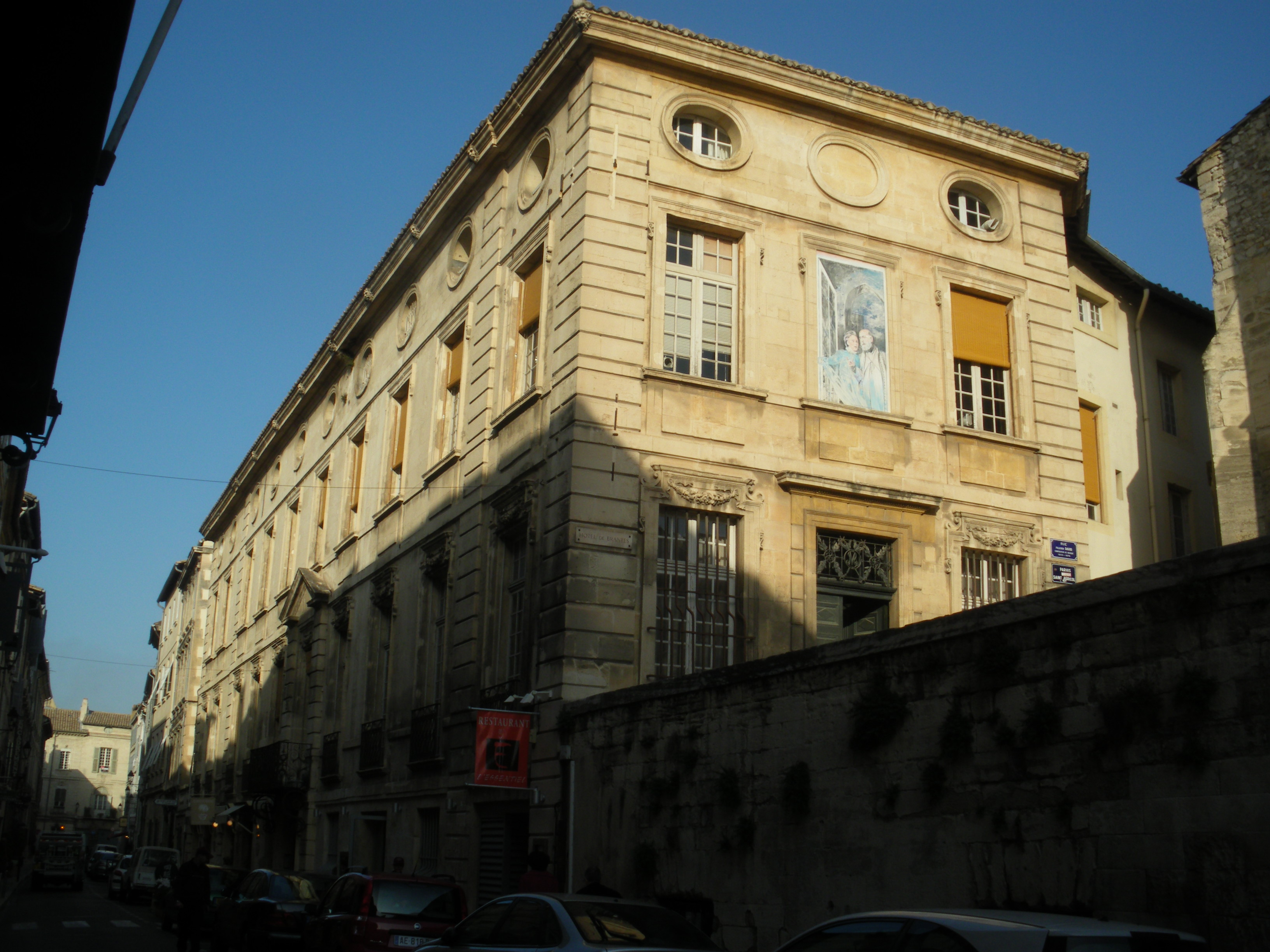
Hôtel de Brantes.

Il se situe au no 2 de la rue de la Petite Fusterie. Construit entre 1685 et 1686, probablement sur les plans de Pierre II Mignard. Un de ses propriétaires, le « marquis de Brantes, amateur distingué des sciences », fait en 1784 des essais réussis de montgolfière dans le cloître du couvent des dominicains d'Avignon et dans l'enclos des célestins de Gentilly à Sorgues. Il a comme successeur le comte Jean-Gérard Lacuée de Cessac, qui épouse Louise-Augustine du Blanc de Brantes. Élu membre de l'Institut en 1795 puis député au Conseils des anciens en 1799, il est nommé général de division en 1806 et devient ministre de la Guerre en 1810. Son Hôtel jouxtant l'église Saint-Agricol, alors cathédrale d'Avignon, il demande au Préfet de se porter acquéreur pour y loger l'évêque concordataire Périer et ses services. Le prélat le visite en 1807 et trouve assez de critiques à faire sur ce bâtiment « très antique et très délabré » pour que cette vente ne se fasse point. Il est actuellement le siège du service municipal « Spectacle Vivant et Animation Culturelle », chargé de l'accompagnement des associations locales de spectacles et d'échanges culturels, de la direction municipale culturelle ainsi que du Service Gestion du Patrimoine Immobilier appartenant à la Ville.

## Hôtel des Laurens

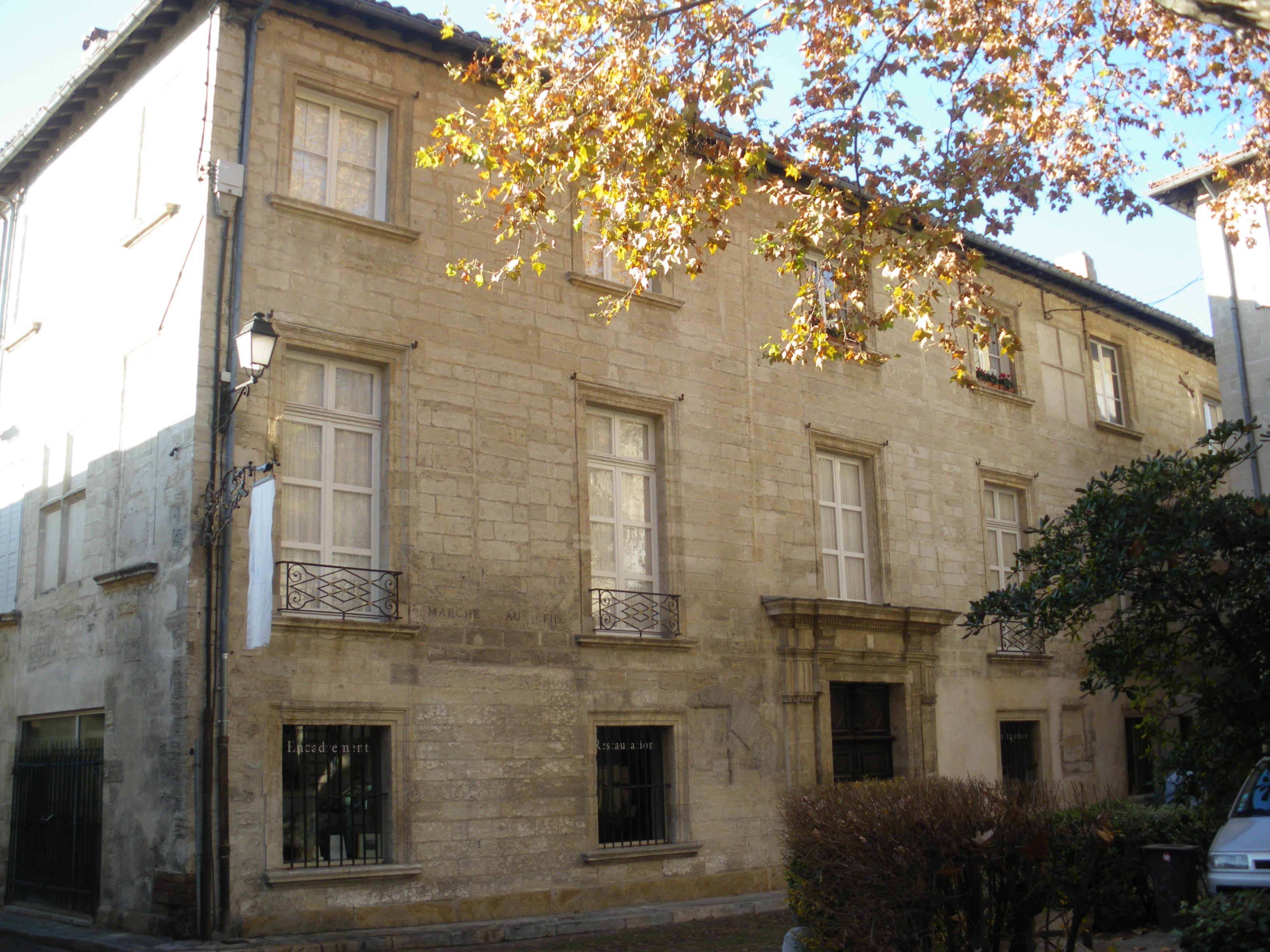
Hôtel des Laurens.

Cet Hôtel, situé au no 1 du Plan-de-Lunel, est la propriété de la famille des Laurens, originaire du Piémont et venue s'installer à Avignon au cours du XVIe siècle. C'est Jérôme des Laurens (1517-1606), auditeur et doyen de la Rote, qui y fait bâtir sa résidence, entre 1590 et 1597.
Ce premier édifice de type gothique est réaménagé et restauré par son petit-fils Henri des Laurens (1604-1669), d'abord en 1648 puis en 1642. C'est de cette époque que datent le vestibule à double travée voûtée d'arêtes, le monumental escalier à balustres de pierre et le plafond de gypserie du hall d'entrée.
Son fils et héritier, Georges-Dominique, devenu marquis de Brantes en 1674, après avoir été reçu au château de Grignan par François de Castellane-Adhémar de Monteil, gouverneur de Provence et époux de Françoise de Sévigné, fait refaire à l'identique le plafond de son hôtel. Puis il monte à Paris et doit vendre la résidence familiale en 1709. Rachetée par les Guiramand, famille noble comtadine, peu avant 1785, l'Hôtel passe ensuite à Joseph-François de Joannis, marquis de Verclos, qui fait refaire la façade. Cette demeure reste propriété des Joannis de Verclos jusqu'en 1835.

## Hôtel d'Ancézune

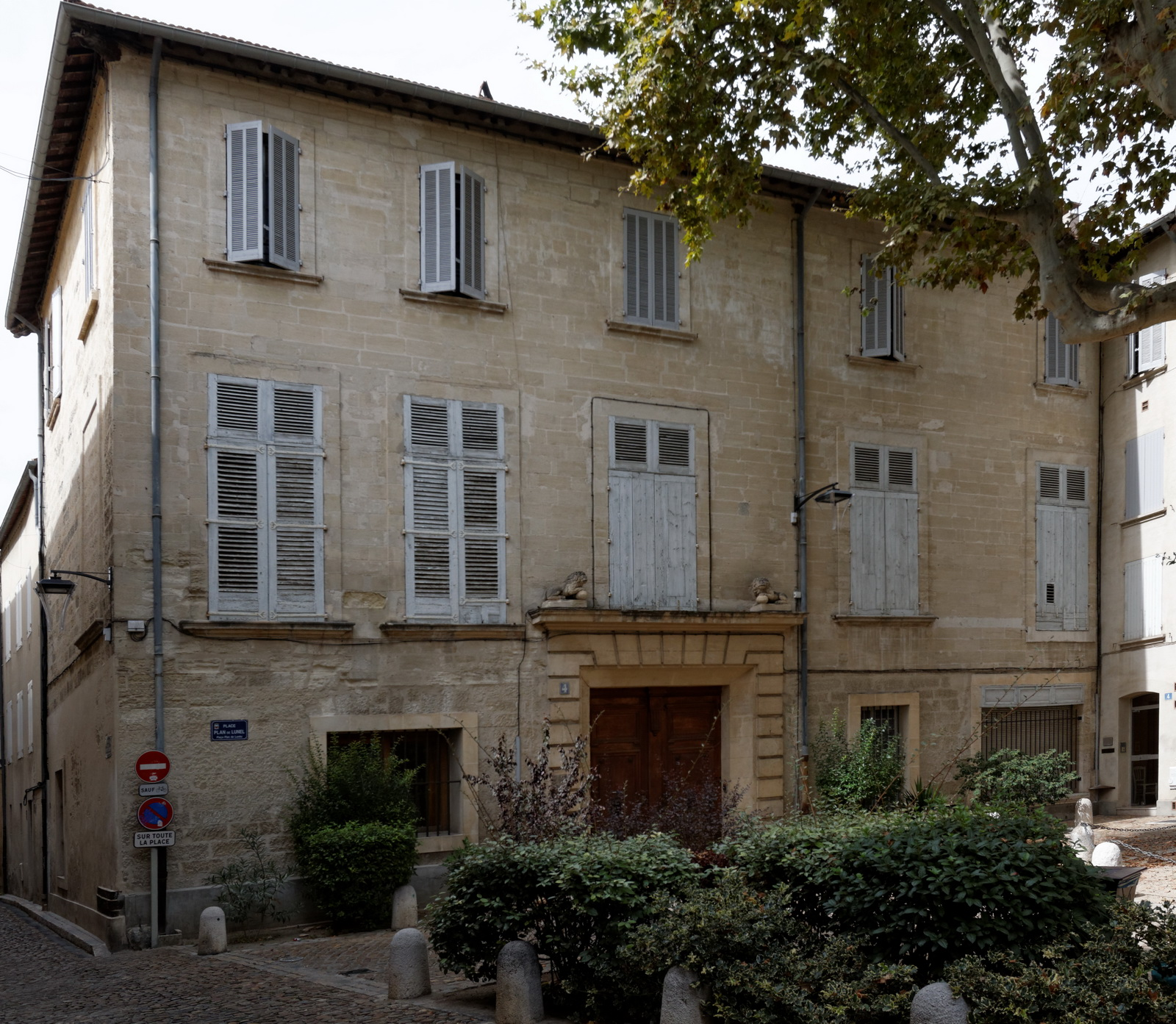
Hôtel d’Ancézune.

Dit aussi Hôtel de Grammont-Caderousse, il est situé au no 4 du Plan de Lunel où il est construit sur l'emplacement des jardins et d'un casal (masure) de la petite Livrée de Poitiers. C'est Louise d'Ancézune de Codolet qui fait entreprendre cet ouvrage entre 1611 et 1617. Décédée en 1620, et inhumée dans la chapelle du noviciat des jésuites, elle lègue son Hôtel à Just-Joseph-François Cadard d'Ancézune, seigneur de Caderousse.
Aux Ancézune succèdent les Grammont, héritiers du fief de Caderousse qui reprennent le nom quand celui-ci est érigé en duché par le pape en 1663. Leur Hôtel sert de résidence à nombre d'hôtes illustres, dont le prince et la princesse de Conti en 1660, Emmanuel-Théodose de La Tour d'Auvergne, cardinal de Bouillon, en 1681, Jean d'Estrées, maréchal de France en 1685, puis en 1740, 1743 et 1748 à des membres de la famille de Jacques III Stuart. Gérard Valin décrit le séjour des Jacobites en Avignon en 1716 dans son ouvrage : Les Jacobites, la papauté et la Provence.
Lors de la Révolution, Guillaume de Grammont-Caderousse, porté sur la liste des émigrés, a son Hôtel saisi. Le Tribunal révolutionnaire, créé en août 1793, y tient ses audiences de floréal à fructidor An II. Le duc ayant prouvé qu'il n'a pas quitté la France, le représentant Goupilleau lui fait restituer ses biens et il lui est alloué la somme de 6 375 francs pour la perte de ses meubles et de son argenterie.
L'Hôtel, qui initialement ne comporte qu'un étage, s'en voit adjoindre un second en 1923.

## Hôtel de Donis de Beauchamp
Il se trouve situé aux nos 9-11 de la rue Chauffard (ex rue Dorée), il est édifié sur l'emplacement de la Livrée cardinalice du cardinal Tommaso Ammanati, archevêque de Naples. Cette nouvelle construction est faite entre 1500 et 1503. Il prend son nom définitif quand les Donis, seigneur de Goult, voient leur terre de Beauchamp érigée en marquisat, en 1659, par Louis XIV.

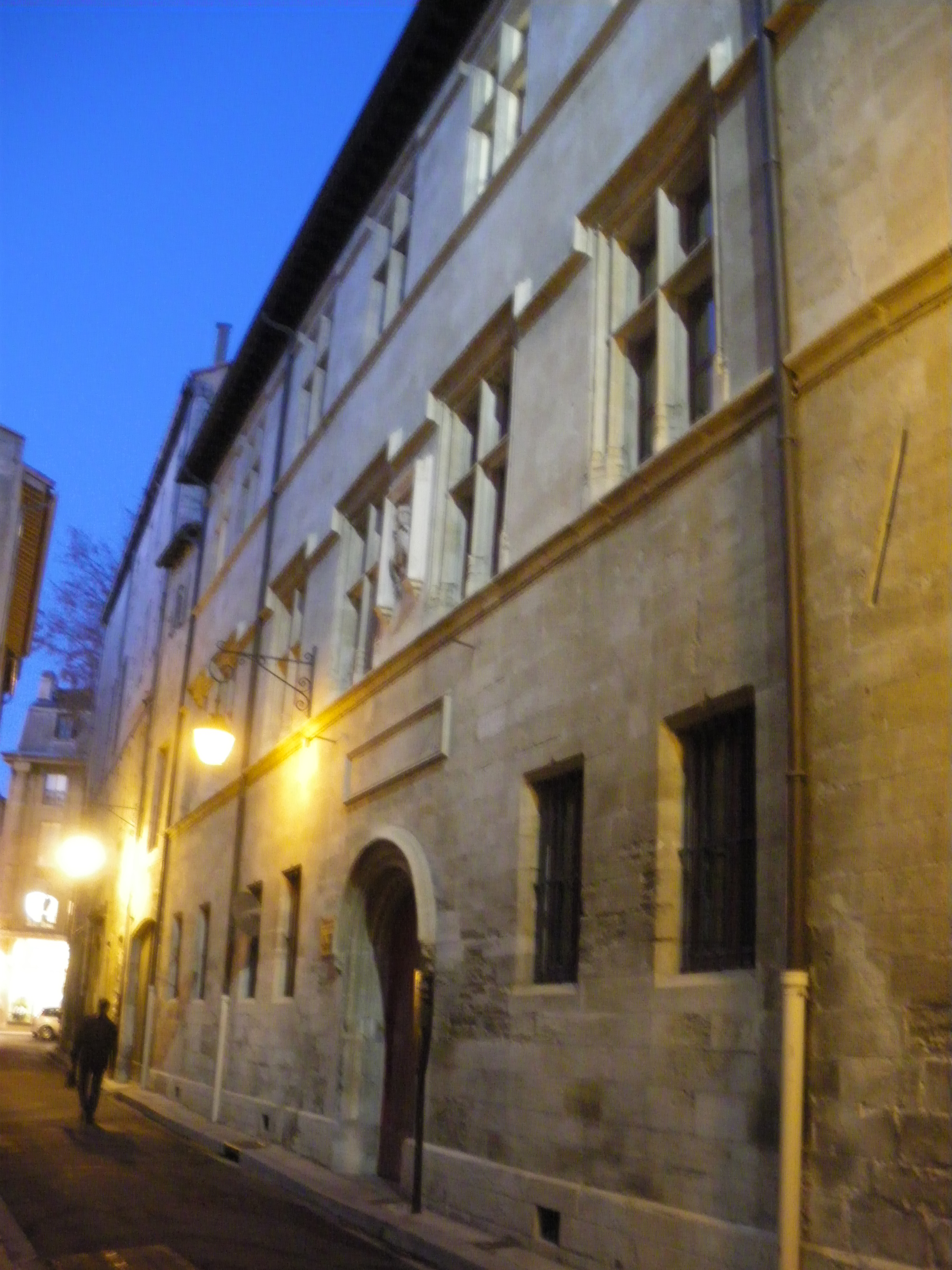
Hôtel de Sade.

## Hôtel de Sade
Situé au no 5 de la rue Dorée (ex rue Chauffard), il est au XIVe siècle puis à nouveau au XVIIe siècle, propriété de la famille de Sade. Celle-ci a fait fortune en tant que chenévriers (marchands de cordes de chanvre) et possédait nombre de maisons dans cette rue, dite alors des Sade. L'une est achetée, vers 1530, par Thomas II de Gadagne, fils d'une riche famille marchande venue de Florence s'installer à Lyon. Entre 1536 et 1537, il fait reconstruire sa maison en style gothique. Celle-ci est acquise, vers 1644, par François de Bonne de Lesdiguières puis sa veuve la revend à Jean-Baptiste de Sade, en 1647. Elle reste dans cette famille jusqu'en 1760, date à laquelle elle devient la propriété des Frères des écoles chrétiennes. Après une amputation sérieuse du bâtiment lors du percement de la rue de la République, de peu judicieuses restaurations sont faites en 1885 et 1910.

## Hôtel Forbin de Sainte-Croix

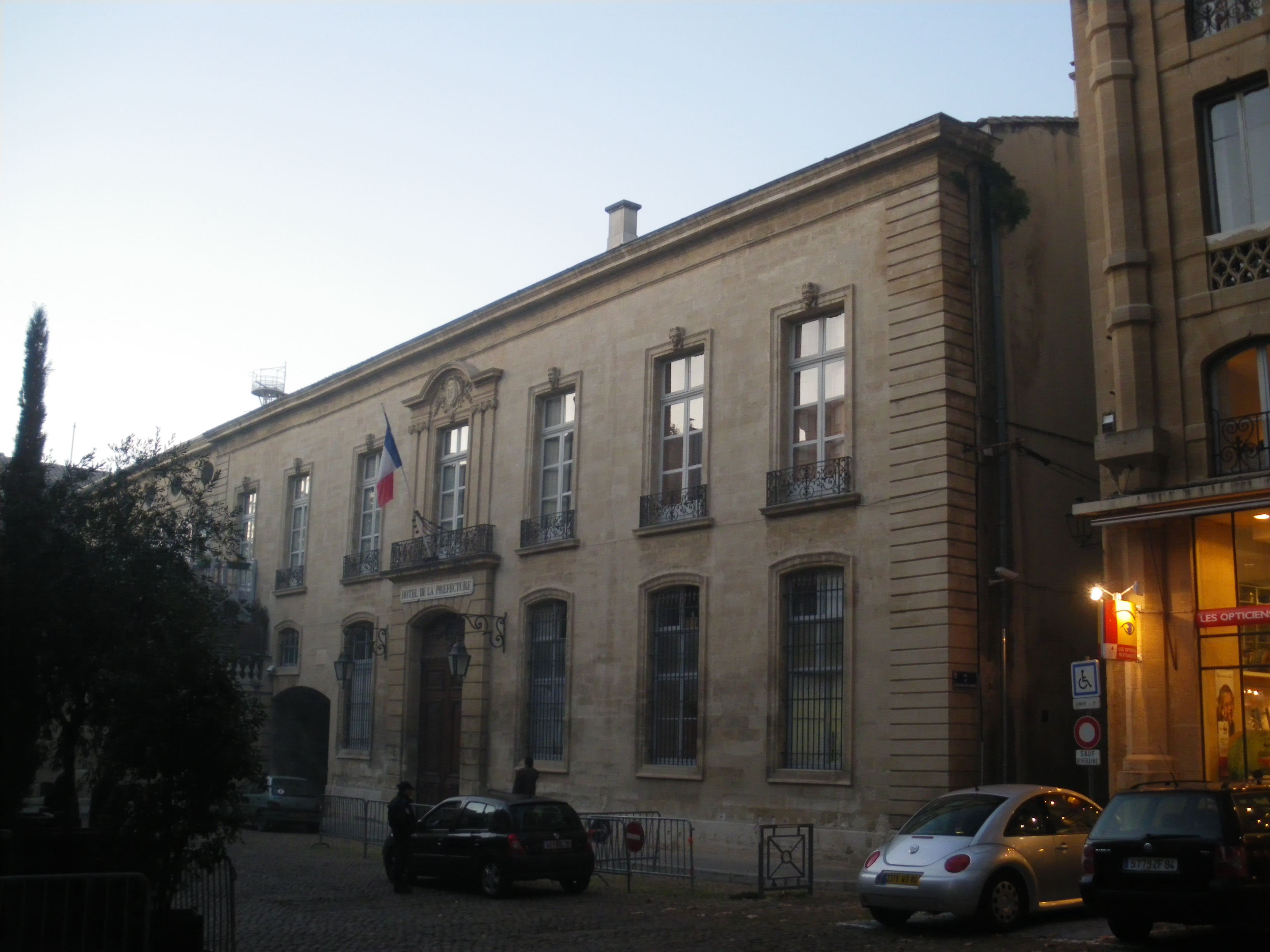
Hôtel Forbin de Saint Croix.

Situé à la place de la Préfecture, il a pris la place de la Livrée de Poitiers et du Collège du Roure qui lui succède. La Livrée accueille successivement Arnaud d'Aux de Lescout, Bertrand de Montfavès, Guillaume de La Jugie, Pierre Flandrin, Pierre de La Jugie, Pedro Martinez de Luna y Gotou, futur pape Benoît XIII et Guy de Malesec, évêque de Poitiers. Il y a deux Livrées (la grande et la petite) de part et d'autre de la rue Bouquerie. Elles sont réunies par un arceau qui existe toujours.
Cette Livrée sert de résidence, en 1415, à l'empereur Sigismond. La chronique raconte que « Le 22 décembre 1415, l'empereur vint à Avignon et entra par le portail Saint-Michel et fut logé en la Livrée du Collège de Poitiers, auprès de Saint-Agricol, laquelle était moult richement parée ». Il y demeure pendant vingt-trois jours. Puis la Livrée est transformée, en 1476, en Collège du Roure par le cardinal Julien de la Rovère (Guilano della Rovere) futur pape Jules II (1503-1513). Une rue adjacente porte d'ailleurs le nom de cet ancien Collège.
Les vieux bâtiments du Collège sont restaurés par François de Royers de la Valfenière de 1641 à 1642. Puis de nouveaux travaux sont entrepris sous la direction de Pierre II Mignard entre 1697 et 1702. Mais le Collège du Roure ferme ses portes cinq ans plus tard.
En 1709, le bâtiment est acheté par Reynaud de Forbin, seigneur de Sainte-Croix, qui fait entièrement rénover les bâtiments selon les plans de Jean-Baptiste Franque. Lors de la Révolution, l'Hôtel devient le siège de l'administration départementale puis il est acquis pour devenir la Préfecture en 1822.

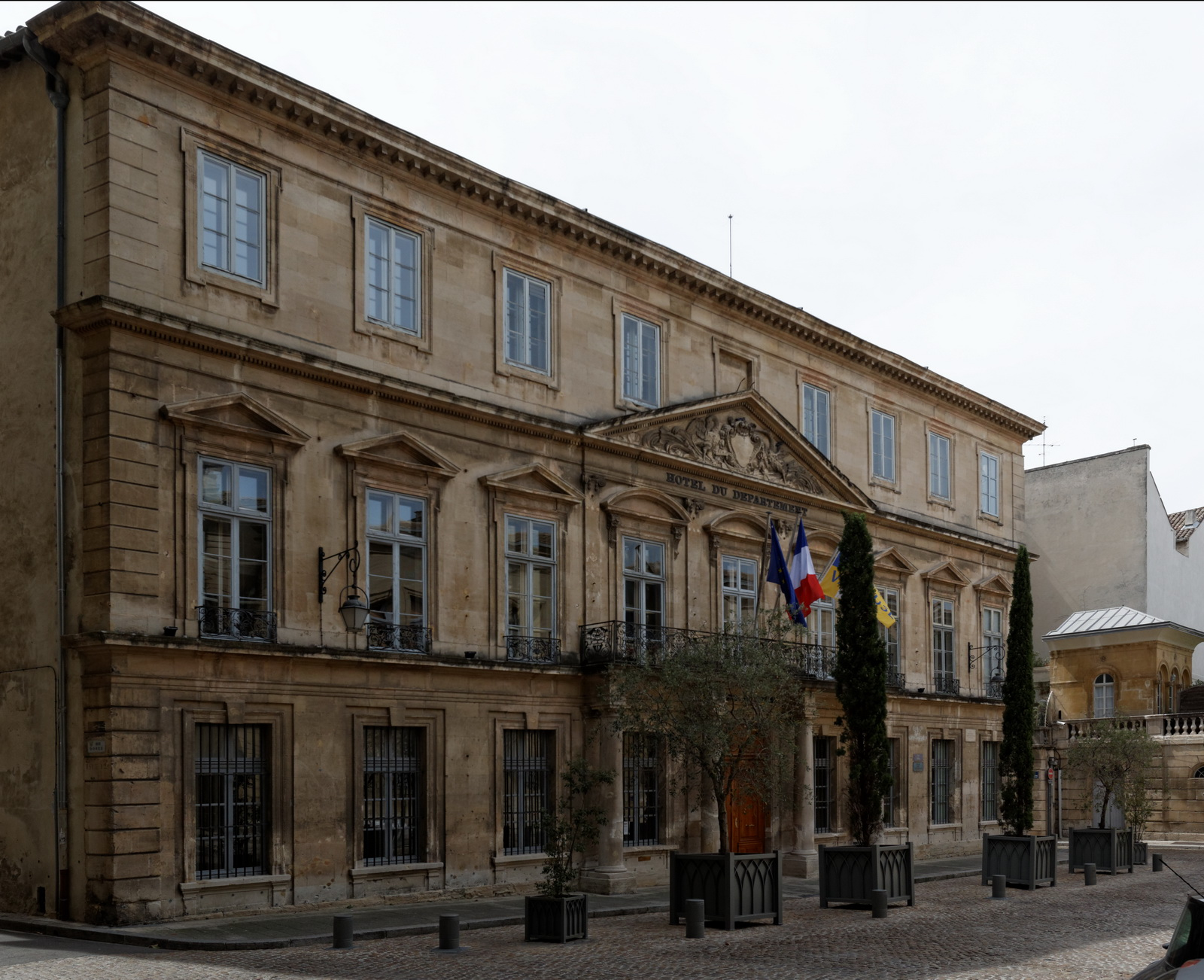
Hôtel Desmarets de Mondevergues, siège du Conseil Général de Vaucluse.

## Hôtel Desmarets de Mondevergues, auparavant de Capellis
L'ancienne petite Livrée de Poitiers, située, elle aussi, place de la Préfecture, est acquise et entièrement refaite, en 1708, par François-Elzéar de Capellis, capitaine de galère et 1er consul d'Avignon, sur les plans de Pierre II Mignard. La façade reconstruite en 1734 est dessinée par François II Franque. L'hôtel est vendu en 1785, par Hippolyte de Capellis, capitaine de vaisseau, à Charles-Magne Desmarets, capitaine de cavalerie et mousquetaire du roi, dont le père, un notaire, a acquis la seigneurie de Montdevergues. Cette famille est anoblie par le pape Pie VI deux ans auparavant.
Au cours de la Révolution, Charles-Magne ayant émigré à Saint-Domingue, où il meurt, son épouse préfère divorcer pour rester propriétaire de l'Hôtel. Puis les Desmarets de Mondevergues le cèdent, en 1829, à une noble famille de Bédarrides, en la personne de César Joannis de Verclos, un marquis qui devient député de Vaucluse, entre 1852 et 1861.
Acheté ensuite par l'État, il sert de bureaux à la préfecture. C'est actuellement l'Hôtel du département et le siège du Conseil général de Vaucluse.

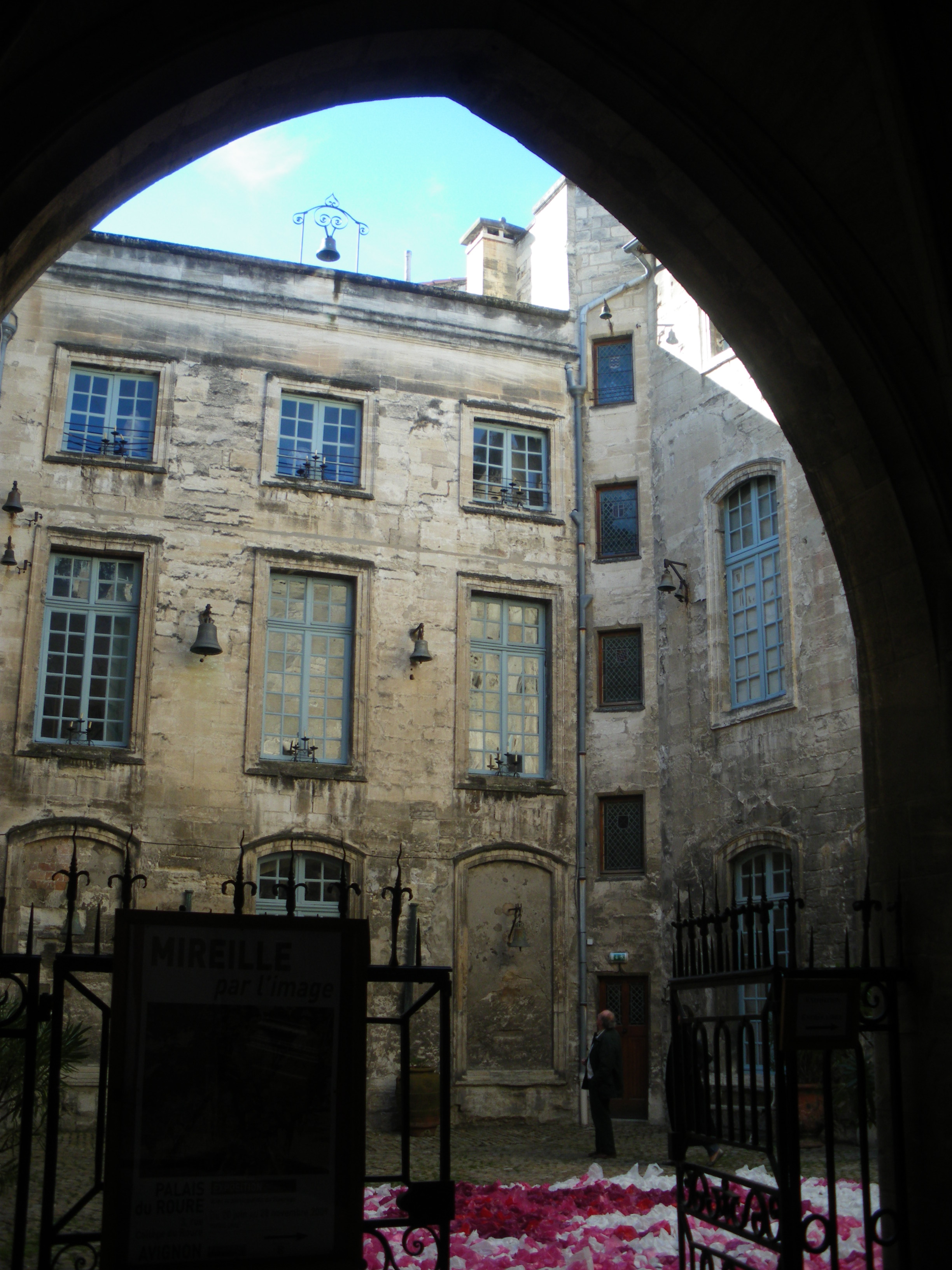
Cour du palais du Roure.

## Hôtel de Baroncelli-Javon
C'est au XIXe siècle, que cet édifice appelé alors hôtel de Baroncelli-Javon est surnommé par Frédéric Mistral qui le fréquentait, « Palais du Roure » c'est-à-dire palais du chêne ; propriété du marquis Folco de Baroncelli-Javon, il devient à cette époque un foyer du félibrige. L'Hôtel de Baroncelli-Javon est construit, en 1469, par Pierre Baroncelli, originaire de Florence, qui a acquis une taverne et des maisons avoisinantes qu'il transforme pour établir sa demeure.

## Hôtel de Graveson et Forbin

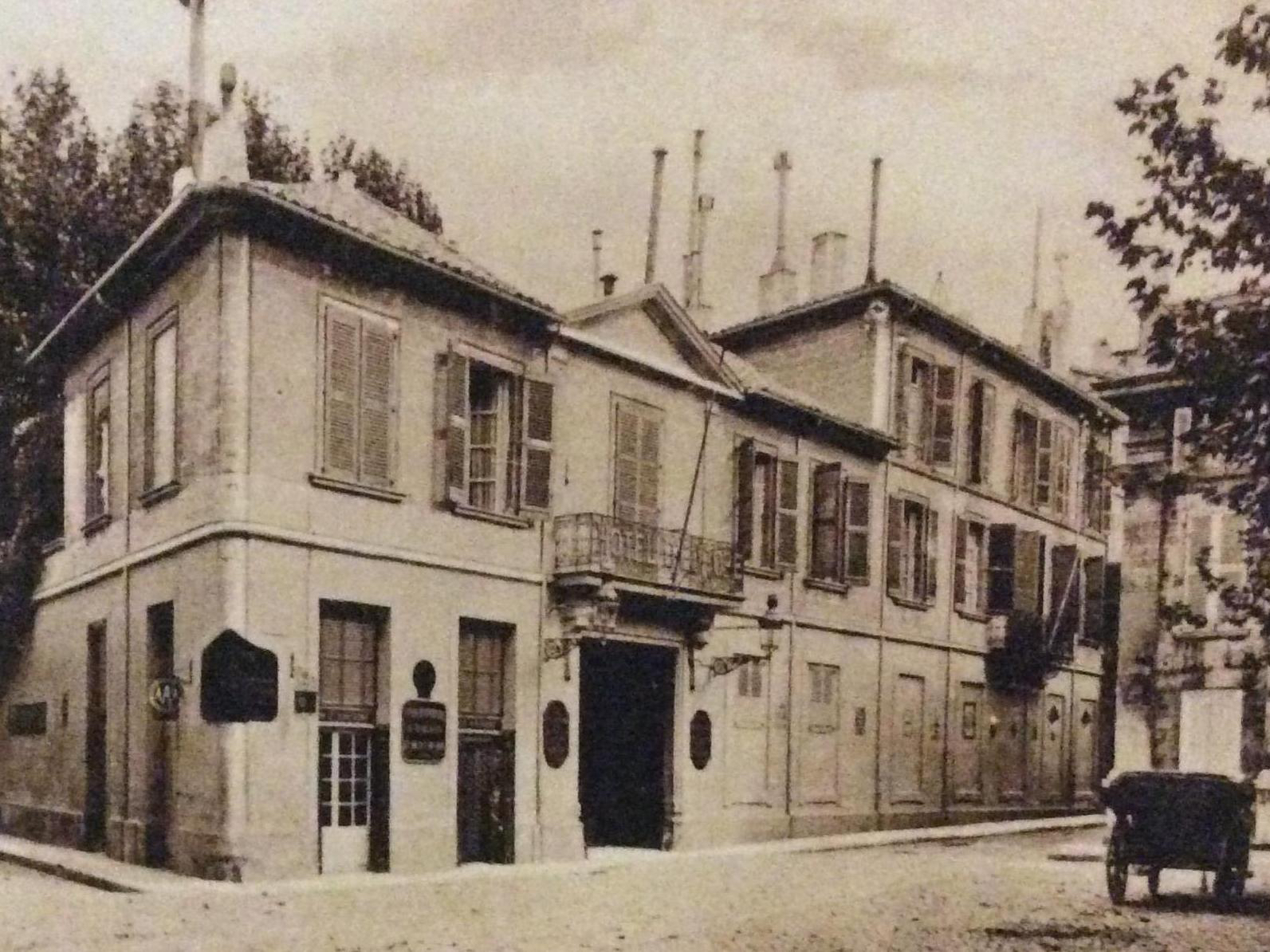
L'Hôtel d'Europe au XIX.

L'Hôtel de Graveson et Forbin, situé sur la place Crillon, est un bâtiment originellement de la fin du XVIe siècle. La maison appartient à diverses familles de notables du Comtat Venaissin avant d'appartenir à la famille de Boutin de Valouse.
François de Boutin de Valouse réalise en 1740 de grands travaux qui transforment fortement le bâtiment pour lui donner un style résolument classique.
En 1775, le bâtiment devient l'hôtel de Graveson et Forbin lorsqu'il est racheté en 1775 par Jean-Baptiste de Graveson, descendant d'Antoine d'Amat de Graveson, marié en 1652 avec Marguerite de Crillon, elle-même descendante de Louis Des Balbes de Berton de Crillon, dont la place Crillon tient le nom.
En face de l'Hôtel de Graveson, de l'autre côté de la place Crillon, existait jadis l'hôtel du Palais Royal, possession de Claude Pierron et de son épouse Catherine. Le 25 septembre 1799, à la mort de son mari, Catherine Pierron rachète l'hôtel de Graveson qui devient par ses soins, la même année, l'Hôtel d'Europe.
L'Hôtel d'Europe est aujourd'hui un hôtel de tourisme 5 étoiles.

## Hôtel de Galléans des Issarts
Il est construit sur l'emplacement de la Livrée vieille de Viviers  et se situe au no 5 de la rue du Four. Le bâtiment devient ensuite la propriété de Collège Saint-Nicolas d'Annecy qui le possède encore en 1468. Il est ensuite acheté par la famille Galéans qui fait construire une chapelle en 1559. C'est en son Hôtel que François de Galéans occit en duel Thomas de Baroncelli le 16 juin 1606, déclenchant ainsi entre les deux familles une guerre digne des Capulet et des Montaigu.
À la fin du XVIIe siècle, l'Hôtel est reconstruit en plusieurs phases. Un prix-fait daté du 30 avril 1681 prouve que c'est tout d'abord selon les plans de Pierre II Mignard qui signe l'acte comme témoin. On lui attribue de ce fait des peintures étrangères à son style, qui sont des plafonds ornés de scènes mythologiques peintes à l'huile sur plâtre dont Bacchus et Ariane, Diane et Endymion et Vénus et son fils Énée, dont l'une signée « P.C.M. » que l'on veut lire Pierre Chevalier Mignard, signature qu’il n’utilise jamais.
En réalité, la majeure partie du bâtiment est rebâtie à partir de 1696 par Jean Péru, qui assure également la construction de l'orangerie de l'hôtel, sise de l'autre côté de la rue Bertrand.
C'est ici qu'à la fin du XVIIIe siècle réside une noble anglaise, la comtesse de Carlisle « mère du roi d'Irlande de ce nom et sœur de l'amiral Biron ». Elle est l'amie d'Esprit Calvet.

## Hôtel de Beaumont de Teste
Située aux nos 9 et 11 de la rue de la Croix, cette demeure est d'abord celle de Jacques de Beaumont, chanoine de Saint-Pierre d'Avignon. Il y loge Richelieu de 1618 à 1619. Puis elle passe à Joseph de Teste, consultateur du Saint-Office, seigneur de Venasque et de Saint-Didier qui l’achète le 17 septembre 1740. L'Hôtel de Beaumont est remanié à plusieurs reprises depuis son origine jusqu'aux derniers aménagements des XIXe et XXe siècles. L'édifice comprend trois étages sur un rez-de-chaussée et sa surface est d'environ 1 500 m2 de planchers pour une surface habitable estimée à 950 m2. L'hôtel de Beaumont est partiellement classé Monument Historique par l'arrêté du 14 décembre 1992. Cet hôtel et son jardin sont légués en 2016 à la ville d'Avignon par Michelle Azemar, dernière propriétaire et occupante des lieux, avec une collection de poupées d'origines très variées, russes, provençales, asiatiques, peluches et barbies. La transformation d'une partie de la demeure en musée afin d'accueillir dans certains espaces une partie de la collection de poupées est la condition du legs ainsi que l'ouverture du jardin au public. La ville d’Avignon accepte ce legs par délibération du 27 septembre 2017 et signe celui-ci le 13 mars 2018 après la fin des recherches d'héritiers.

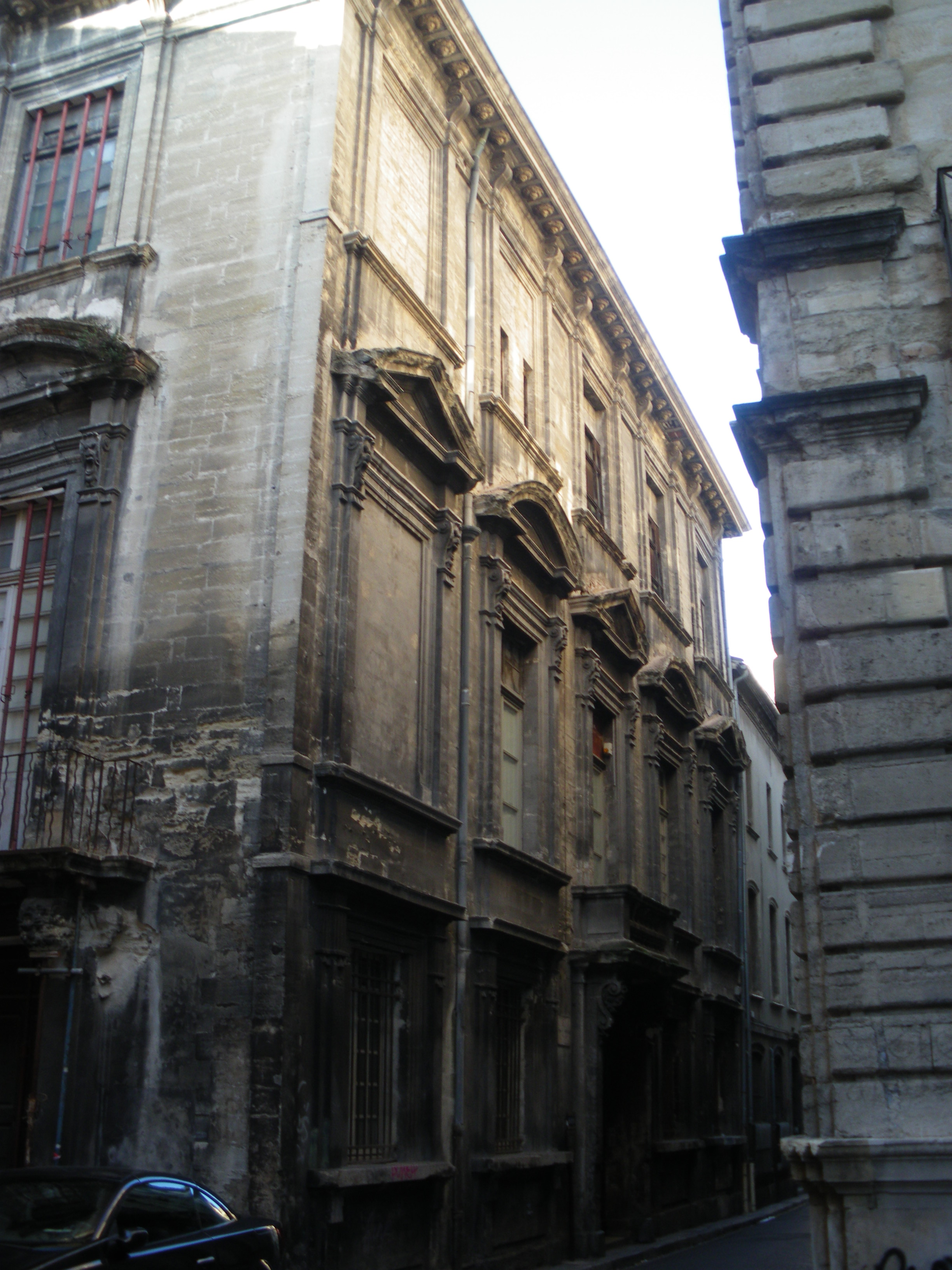
Hôtel Fortia de Montréal.

## Hôtel Fortia de Montréal
Situé aux nos 8 et 10 de la rue du Roi René, l'immeuble primitif sur cet emplacement est acquis en 1569 puis entièrement restauré. Il parvient en héritage à Paul Fortia de Montréal qui s'engage à l'achever. Il a rencontre Nicolas Mignard qui se rendait à Rome via Avignon et lui propose de décorer sa galerie. Le peintre réalise alors une série de dix-huit panneaux sur Les aventures de Théagène et Chariclée tirées d'Héliodore. Dans le même temps, le propriétaire fait appel à François de Royers de la Valfenière pour remettre sa façade au goût du jour (prix-fait du 16 mai 1637). L'Hôtel accueille, lors de la venue à Avignon de Louis XIV, en 1660, le comte et la comtesse de Soissons. Les Fortia le mettent en vente en 1774, et l'acheteur disperse les peintures de Mignard.

## Hôtel Berton des Balbes de Crillon

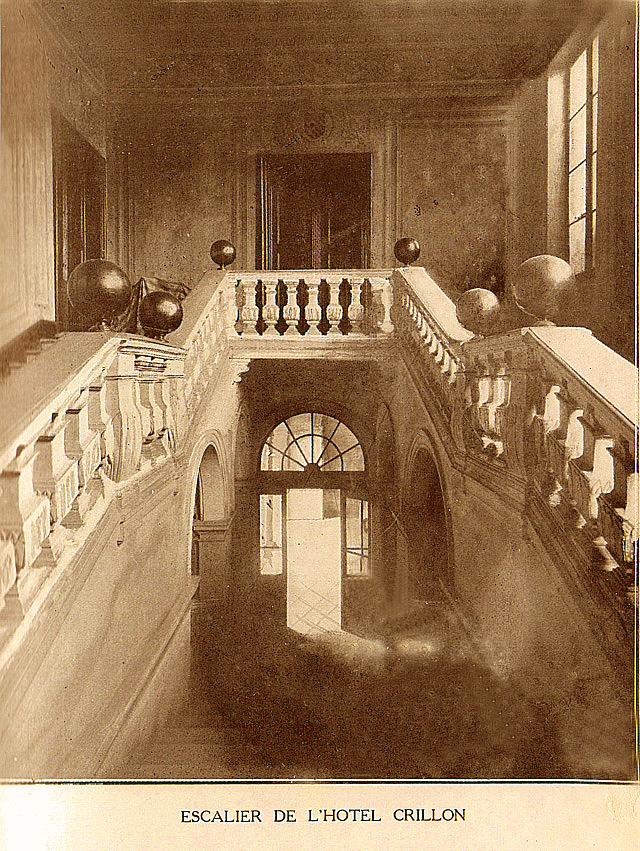
Escalier de l'Hôtel Crillon.

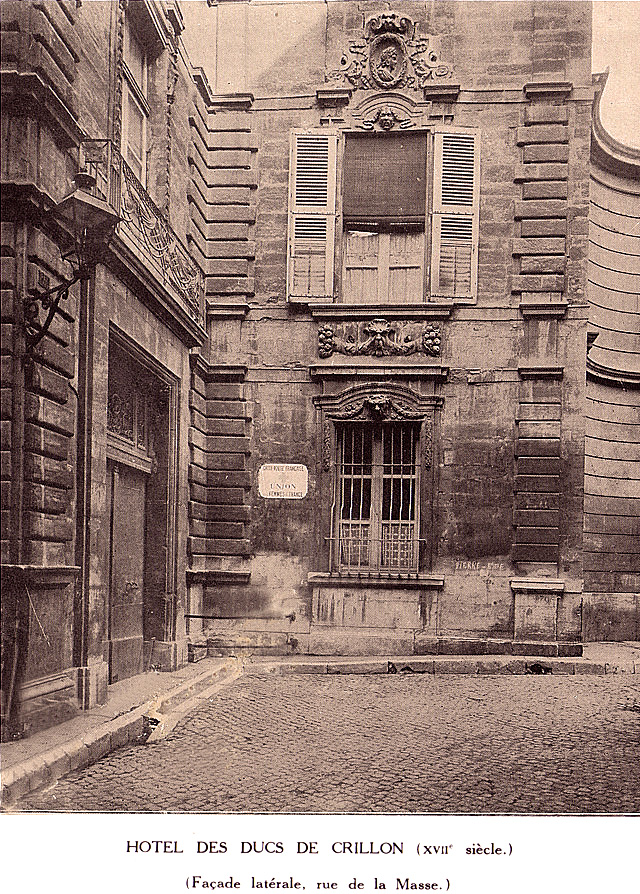
Hôtel de Crillon.

Il se trouve situé au no 7 de la rue du Roi René. C'est le plus italianisant des Hôtels particuliers d'Avignon. Il est construit sur l'emplacement de la Livrée de Pampelune. Sa façade, couronnée d'une puissante corniche à l'italienne, est couverte de mascarons, cornes d'abondance, médaillons et guirlandes, formant des encadrements de portes et fenêtres de styles alternés. Cet Hôtel est commandité par Louis III de Berton (1608-1698), petit neveu du « Brave Crillon ». La façade est classée monument historique le 26 juin 1915.
L'intérieur se fait remarquer par une belle cour à arcades, sur laquelle s'ouvre un vaste escalier à l'impériale, sans doute le plus somptueux de la ville. Ses balustres carrés de pierre de taille sont complétés par de grandes boules de cuivres qui marquent les extrémités ou les retours des rampes.

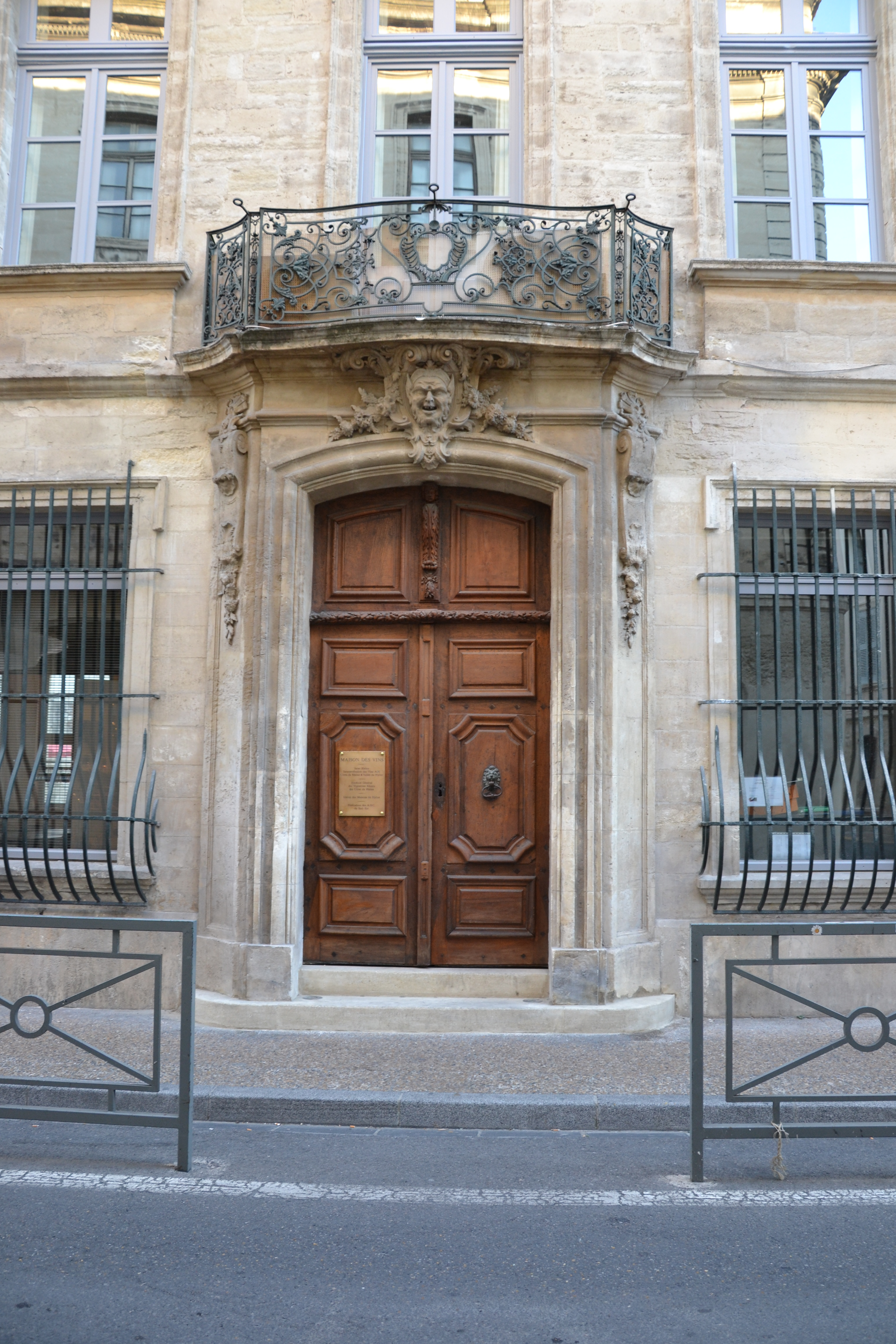
Entrée de l'Hôtel de Rochegude, siège d'Inter Rhône.

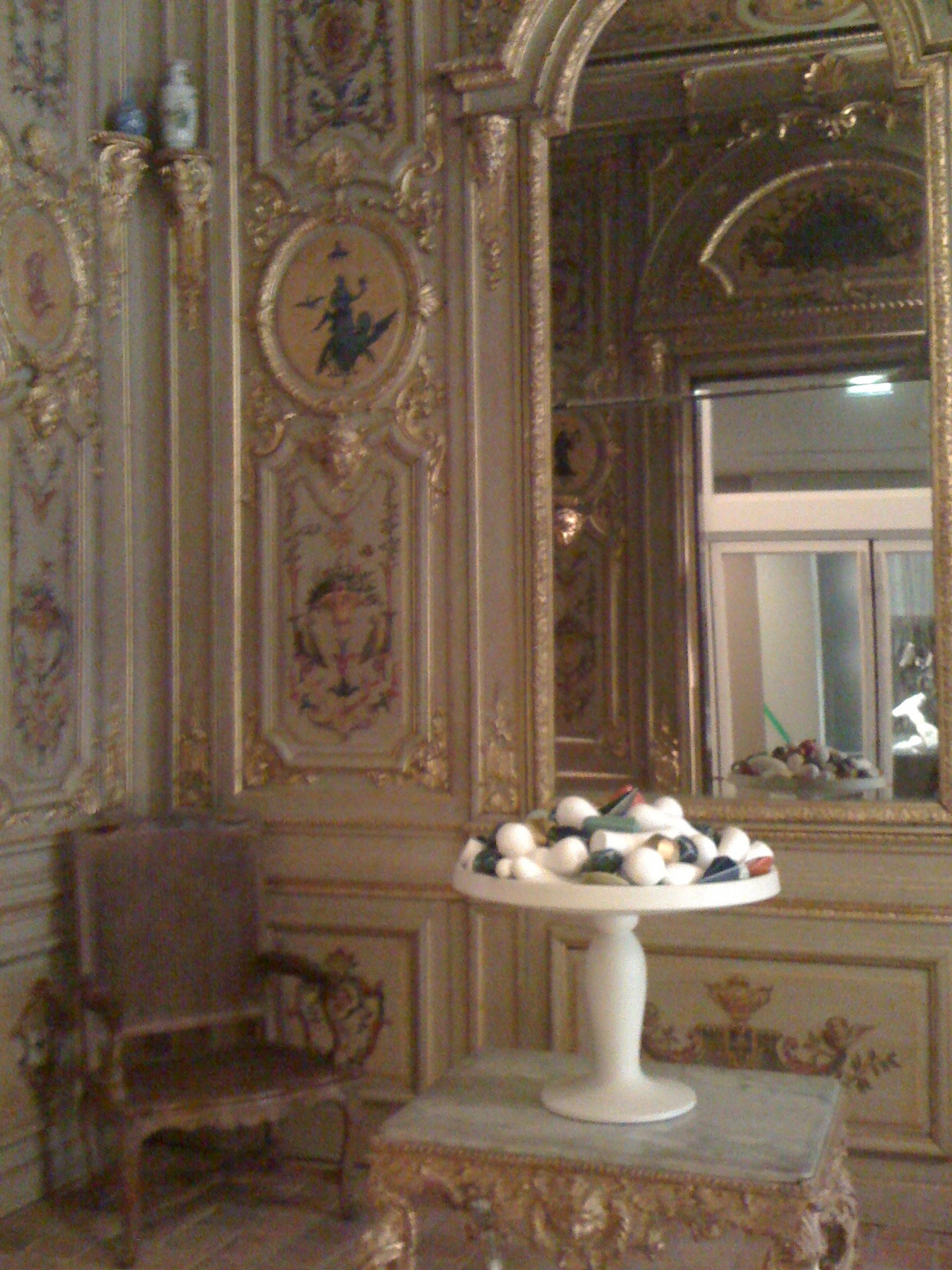
Cabinet doré de l'Hôtel de Rochegude (1725).

## Hôtel de Rochegude
Il se situe aux nos 4 et 6 de la rue des Trois-Faucons et il est devenu le siège d'Inter Rhône, organisme interprofessionnel des vins de la vallée du Rhône. Sur cet emplacement s'était installé Scipion La Gratia, originaire de Bolsena, qui introduisit à Avignon, l'industrie du cuir doré en 1598. La maison est acquise en 1681 par Gilles de Choquenot, conseiller du Roi, et reconstruite aussitôt sur les plans de Louis-François de la Valfenière. Ses héritiers la vendent en 1732 à Pierre-Joseph-Robert d'Aquéria de Rochegude, co-seigneur de Saint-Didier et de Venasque. Ce notable est ensuite premier consul d'Avignon, en 1741 puis viguier en 1742. Il fait, entre-temps, totalement réaménager son Hôtel, sur les plans de Thomas Lainée qui dessine la porte sur rue et les boiseries du grand salon, puis de Jean Baptiste II Péru qui élève l'aile en retour sur la cour intérieure.
Si, sur la rue, la façade de 1683 et la porte surmontée d'un mascaron de faune sont d'origine, les boiseries dessinées par Thomas Lainée ne sont plus sur place. Elles sont acquises, en 1891, par l'Union centrale des arts décoratifs et depuis installées dans le musée des arts décoratifs de Paris.

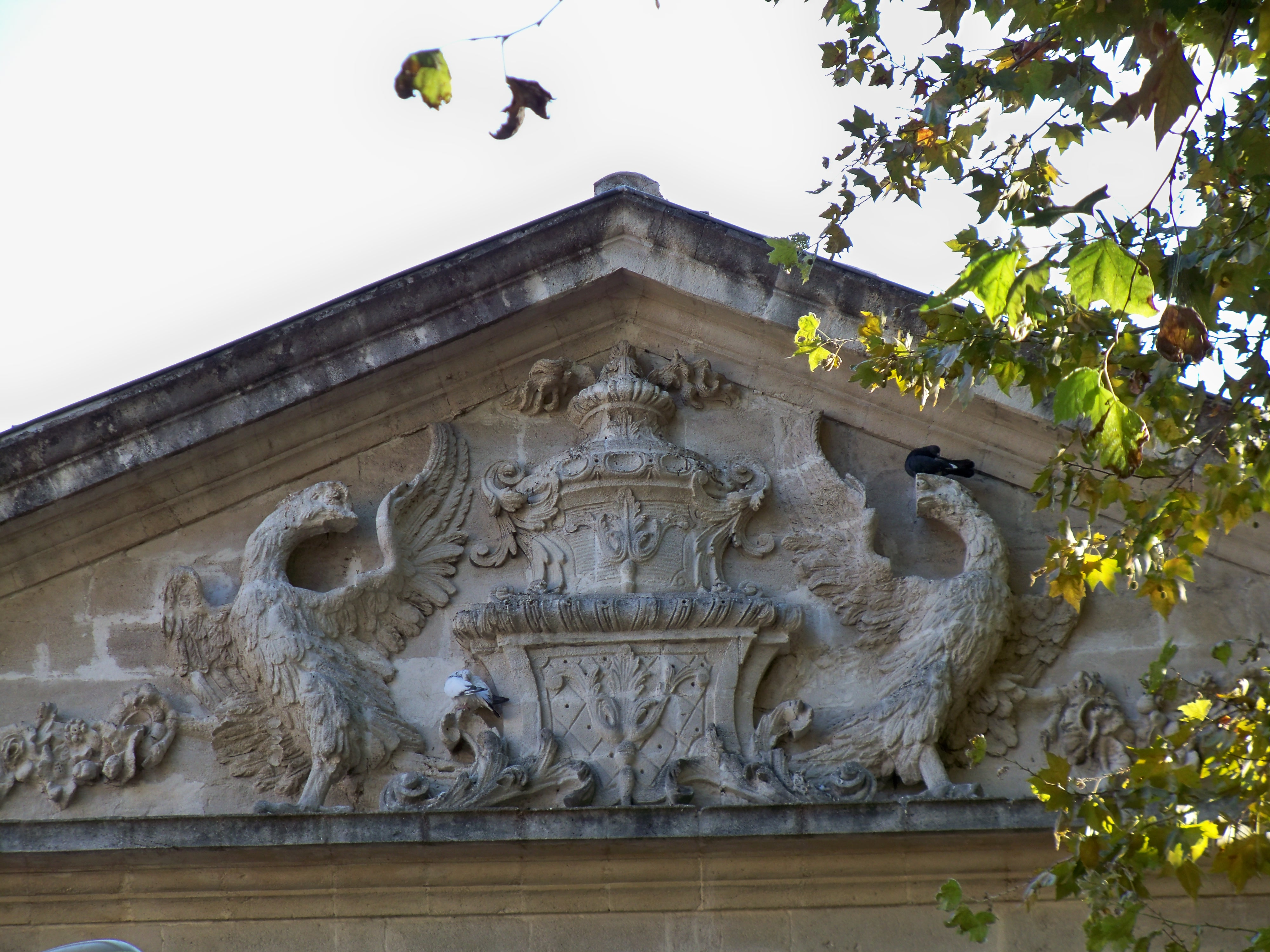
Fronton de l'hôtel.

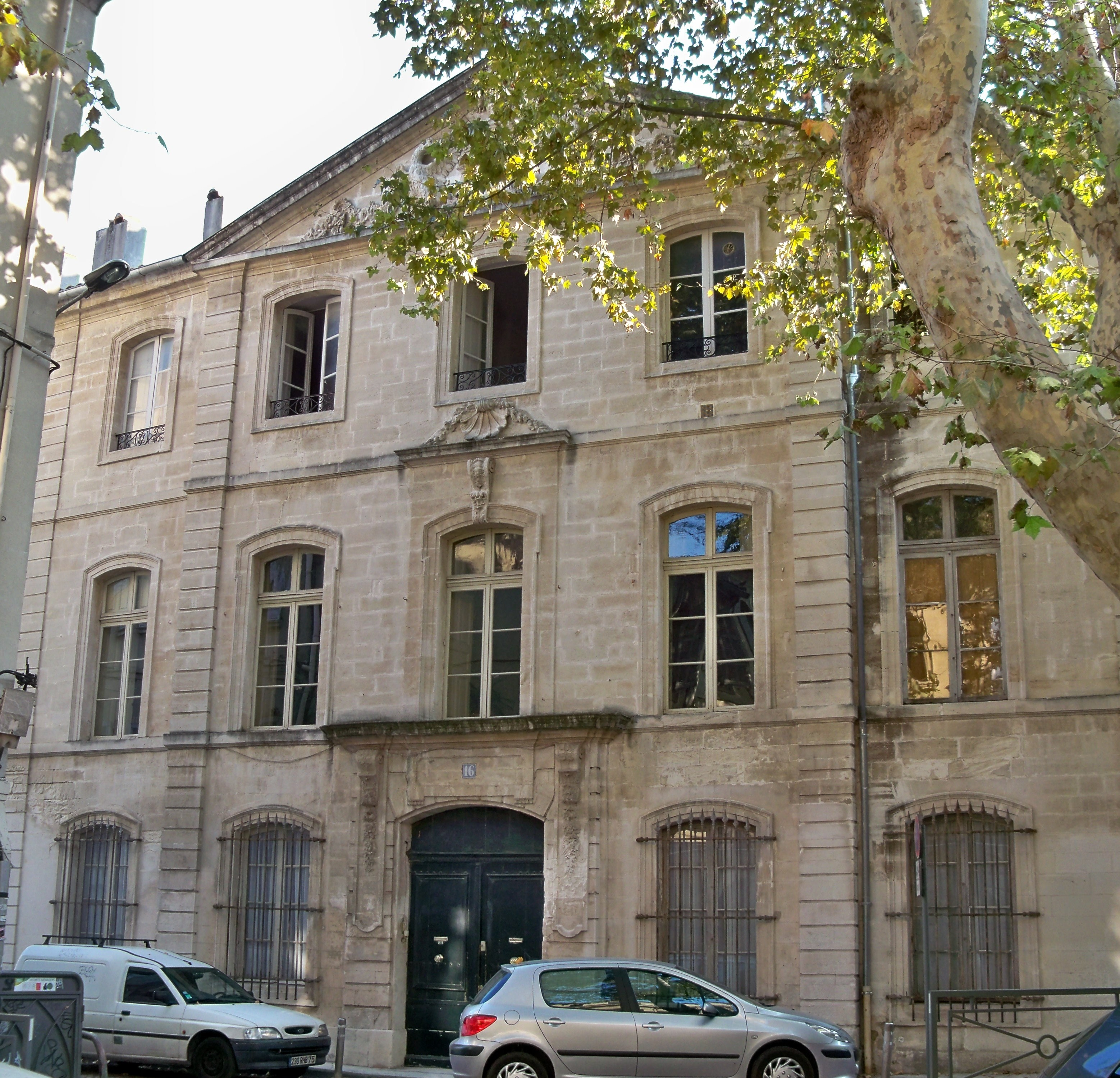
Hôtel de Gasqui, dit de la Bastide.

## Hôtel de Gasqui
Il se situe no 16 de la place des Trois-Pilats.
Construit en 1744 pour Vincent-Xavier de Gasqui (1702-1774), docteur en droit l'Université d'Avignon et avocat, viguier de Pernes, juge des gabelles, consulteur du Saint-Office, il passe par mariage à la famille de La Bastide en 1828. Il appartient toujours aux descendants des premiers propriétaires.
L'hôtel est le siège de la loge des Illuminés d'Avignon pendant la Révolution, et abrite son grand maître, Dom Pernéty, peu avant son arrestation en 1796.